# Manuela Stacke
Manuela Stacke (* 1970 in Heidelberg) ist eine deutsche Regisseurin und Redakteurin.

## Leben
Stacke studierte von 1991 bis 1995 Theater-, Film- und Medienwissenschaften sowie Kunstpädagogik in Erlangen und Frankfurt am Main. 1996 nahm sie ein Studium im Bereich Dokumentarfilm und Fernsehpublizistik an der Hochschule für Fernsehen und Film München (HFF) auf, inszenierte nebenbei einige Kurzfilme und arbeitete als Regieassistentin am Berliner Ensemble für George Tabori und Peter Zadek. Nachdem Stacke bereits mehrere Dokumentarfilme über Kinder- und Jugendthemen gedreht hatte, folgte Ende Dezember 2006 ihr Kinodebüt mit Mondscheinkinder, ihrem Abschlussfilm an der HFF München. Der Streifen über einen kleinen Jungen, der an der seltenen Mondscheinkrankheit leidet, wurde mehrfach ausgezeichnet, darunter mit dem Publikumspreis beim Max Ophüls Festival 2006, sowie mit dem Hauptpreis „Goldener Spatz“ beim 15. Kinder-Film & Fernsehfestival in Gera.
Von 2007 bis 2021 arbeitete Manuela Stacke als Regisseurin und Produzentin für ZDF, rbb und den Kinderkanal, unter anderem für die Sendungen Löwenzahn, Ene Mene Bu und Kikaninchen. Seit 2021 betreute sie als Redakteurin für Paramount+ die High-End-Serien ZEIT Verbrechen, Der Scheich, A Thin Line und Turmschatten.

## Filmografie
- 2006: Mondscheinkinder
- 2007–2014: Löwenzahn
- 2008: Gemeinsam stark! (Sat.1, Doku-Reihe, eine Folge)
- 2009–2021: Kikaninchen
- 2011–2021: Ene Mene Bu – und dran bist du
- 2019: Die Entdeckung der Heimat (rbb, Doku-Reihe zu Theodor Fontane, zwei Folgen)